# Религия в «Симпсонах»
Религия является одной из основных тем американского мультсериала «Симпсоны». Многие шутки и эпизоды в сериале посвящены различным аспектам веры, причём авторы не ограничиваются христианской тематикой. Спрингфилд — многоконфессиональный город, в котором, кроме христиан, живут также иудеи, индуисты и представители других религиозных течений. Юмор сериала нельзя оценить как однозначно антирелигиозный, так как некоторые эпизоды фактически проповедуют духовные ценности. Весьма многие серии содержат призыв быть более добрыми и терпимыми, осуждают фанатизм.
Большинство жителей Спрингфилда так или иначе верят в Бога и посещают храм (а некоторые, как Апу Нахасапимапетилон, имеют собственную домашнюю молельню). Религия является важной частью городской жизни, а священнослужители (преподобный Тимоти Лавджой и раввин Хайман Крастофски) — уважаемыми членами общества.

## Христианство
Основная масса граждан Спрингфилда — христиане различных деноминаций.

### Первая церковь Спрингфилда
Первая церковь Спрингфилда (англ. First Church of Springfield) занимает главное место в изображении религиозной жизни горожан. Она относится к вымышленной протестантской конфессии «Западная ветвь американского реформированного пресвилютеранства» (англ. Western Branch of American Reform Presbylutheranism), к которой принадлежит большинство спрингфилдцев. Возглавляет общину преподобный Тимоти Лавджой.
Название конфессии пародирует сложные наименования многочисленных современных реформатских деноминаций, а также содержит аллюзии на пресвитерианскую и лютеранскую церкви. Верховный глава данной ветви именуется «Его святейшество Парсон» (англ. His Holiness, the Parson, в русской озвучке — «Его святейшество Пастор») и избран также главой «Национального конгресса диаконов». Его штаб-квартира расположена в Мичигане, штат Индиана. Когда Его святейшество наносит визит в Спрингфилд, это вызывает в городе общественный ажиотаж.
Пресвилютеранство откололось от католицизма вследствие «Лурдской схизмы» 1573 года (по словам Неда Фландерса, католики «отделились от нас… когда речь зашла о нашем священном праве ходить в церковь с мокрой головой»).
Жизнь общины строится на основе еженедельного посещения церкви. Богослужение состоит из проповеди преподобного Лавджоя (иногда право произнести проповедь даётся и прихожанам, например Неду Фландерсу или Гомеру) и пения псалмов под аккомпанемент органа. Действуют также воскресная школа и церковный совет, во многом регламентирующий частную жизнь прихожан.
Несмотря на приверженность библейским ценностям, спрингфилдские пресвилютеране не свободны от многих грехов современного христианства. Объектом сатиры в сериале становятся сребролюбие пастырей, формализм, узколобость, начётничество, лицемерие и т. п.
Вместе с тем, Спрингфилдская церковь занимается благотворительностью и даже оказывает реальную помощь своим прихожанам, попавшим в тяжёлые обстоятельства (например, предоставляет жильё Фландерсам, чей дом был разрушен ураганом).
Со всеми своими достоинствами и недостатками, Церковь Спрингфилда, по словам канадского обозревателя Джерри Боулера, это «живое отражение большинства североамериканских церквей всех деноминаций».

### Другие христианские церкви
Кроме вымышленного «американского реформированного пресвилютеранства», из христианских конфессий в сериале представлены реально существующие Католическая церковь, Епископальная церковь США и Африканская методистская епископальная церковь, общины которых также имеются в Спрингфилде (к последней, в частности, принадлежит доктор Джулиус Хибберт, что возмущает преподобного Лавджоя).

## Нехристианские религии
Другие крупные религии в сериале представлены иудаизмом, индуизмом и буддизмом, которые исповедуются некоторыми горожанами (так, многочисленные спрингфилдские евреи имеют собственную синагогу, раввином которой служит Хайман Крастофски, отец клоуна Красти).
Примечательно, что долгие годы практически не было указаний на проживание в Спрингфилде мусульман. Тема ислама применительно к религиозным взглядам горожан затрагивалась лишь эпизодическими репликами персонажей, напр.: «Я сейчас умру! Иисус, Аллах, Будда, я люблю вас всех!» (Гомер). Первым эпизодом, где однозначно показано, что в Спрингфилде живут и мусульмане, стал «Mypods и Boomsticks», 7 эпизод 20 сезона, вышедший в эфир 30 ноября 2008 года.
Время от времени Спрингфилд посещают проповедники различных экзотических культов, под влияние которых быстро попадают легковерные горожане. Это было продемонстрировано в эпизоде «The Joy of Sect», когда в городе появляются вербовщики секты мувментариан (англ. the Movementarians, в русской озвучке — «Передвиженцев»), представляющей собой пародию на такие движения, как саентология, «Врата рая», Церковь объединения, «Народный Храм» и др. Этот же эпизод служит примером того, насколько, в сущности, поверхностна религиозность спрингфилдцев, моментально оставляющих привычную веру ради обещаний нового харизматичного лидера.

## Изображение Бога и загробной жизни
Сериал изображает многие религиозные представления как часть реальной жизни. Молитвы персонажей нередко подчёркнуто исполняются или получают ответ. Христианский Бог, Иисус Христос и божества других религий выступают в качестве равноправных героев сериала. Божество часто является Гомеру и другим персонажам, ведя с ними беседы или выполняя желания. В сериале оно представлено в духе библейской традиции, как гигантский старец с длинной седой бородой, облачённый в белый хитон и сандалии. Лицо его никогда не показывается. Также это единственный персонаж сериала, имеющий по пять пальцев на руках и ногах (у всех остальных — четыре). Животные, оказавшись поблизости от Творца, с любовью тянутся к нему.
Дьявол также довольно часто фигурирует как действующее лицо «Симпсонов». Обычно это зловещий ярко-красный гигант с рогами и хвостом, появляющийся в облаке серы и вооружённый трезубцем.
В ряде эпизодов появляются Будда, Вишну и Ганеша, а также боги американских индейцев. Божества, святые, умершие герои сериала и реальные исторические личности показываются в раю, где они, сидя на облаках, наблюдают за персонажами и комментируют их действия, а иногда даже вмешиваются в земную жизнь. А в серии Homer vs. Lisa and the 8th Commandment появляется пророк Моисей.

## Религия и семья Симпсонов
Гомер — квинтэссенция бездуховности, присущей значительной части американских обывателей: он духовно невежествен, умственно инертен, живёт сегодняшним днём и не привык задумываться о вечных вопросах. Фанатичная религиозность Фландерсов вызывает у него сарказм.
Посещение церкви доставляет Гомеру нестерпимую тоску, которую он не стесняется проявлять публично (например, засыпает или кричит «Ску-у-ка!» во время проповеди, не скрывает своего торжества, когда удаётся найти повод сбежать из церкви раньше завершения службы), "Зачем нужно ходить в один и тот же дом каждое воскресение? Ведь бог повсюду!", "Неужели всемогущему есть дело до того, где ничтожный человечек проводит один час своей земной жизни?", "Почему я должен половину воскресенья слушать, как попаду в Ад?", задаётся он вопросом и возмущается в одной из серий, а в другой в ответ на реплику Мардж о том, что "Церковь не бремя (в другом переводе "...не повинность..."), она должна помогать вам жить!" отвечает фразой "Должна, но не помогает!". В церковь он ходит в основном потому, что боится расстроить Мардж. Но даже это часто не мешает ему пренебрегать обязанностями прихожанина.
Преподобный Лавджой, будучи весьма унылым начётчиком, не в силах пробудить в Гомере религиозное чувство, и зачастую ограничивается лишь формальным внушением, лишь бы тот сохранял видимость добропорядочного христианина. Однако стихийный характер Гомера часто ставит его в открытый конфликт с церковью — например, когда Гомер под влиянием Барта решает перейти в католицизм или основывает своё собственное вероучение («Homer the Heretic»).
Барт и Лиза, как многие дети (и как Гомер и ему подобные личности), считают посещение церкви нудной, скучной и неинтересной обязанностью ("бременем" или "повинностью", как говорит Мардж в одной из серий). Возвращение с воскресной службы они называют самым лучшим моментом недели, потому что следующий визит в храм теперь нескоро. Духовные поиски заставляют обоих в какой-то момент изменить свои религиозные взгляды. Но если для Лизы переход в буддизм — осознанный выбор, то временное обращение Барта в католицизм обусловлено скорее тем, что, по его мнению, эта религия выглядит более «круто».
Мардж — дисциплинированная и искренне верующая пресвилютеранка, очень страдающая из-за маловерия Гомера и Барта и «язычества» Лизы. "Бог просит всего 1 час в неделю!", "Церковь не бремя (в другом переводе "...не повинность..."), она должна помогать вам жить!" — такие реплики она произносит в одной из серий. Однако она далека от фанатичности Фландерсов. Искренняя религиозность уравновешивается в ней природной добротой и здравым смыслом.

## Конфликты

### Проблема толерантности
На примере спрингфилдских пресвилютеран авторы сериала высмеивают разнообразные формы фарисейства и религиозной нетерпимости. Преподобный Лавджой и некоторые его наиболее ревностные прихожане (в основном Нед Фландерс, но часто и другие, в том числе спокойная Мардж Симпсон и даже маловерующий Гомер) проявляют неприязнь к язычникам, буддистам, индуистам, иудеям, сексуальным меньшинствам, рок-музыке, агностикам, дарвинистам и т. д. Впрочем, различие религий зачастую не препятствует добрым отношениям: так, пресвилютеране Симпсоны дружат семьями с индуистом Апу Нахасапимапетилоном. Сам преподобный Лавджой не отрицает того, что Бог может действовать и через представителей других вероисповеданий. Когда горожане помогли потушить пожар в доме Гомера, Лавджой заявляет, указывая на Неда, Красти и Апу: «Он действовал в сердцах твоих друзей и соседей, когда они пришли к тебе на помощь, будь то христианин, еврей или… разные прочие» (англ. He was working in the hearts of your friends and neighbors when they came to your aid, be they Christian, Jew, or… miscellaneous).
В целом, однако, религиозный мир в городе поддерживается скорее по причине безразличия большинства населения к этой теме. Последовательной сторонницей религиозной толерантности является только Лиза Симпсон, за что иногда получает нарекания со стороны более «воцерковленных» горожан. Факты открытого проявления свободы совести (например, обращение Лизы в буддизм или Барта в католичество) шокируют прихожан и провоцируют их на высказывания в духе фундаментализма.
Наибольшую нетерпимость члены Спрингфилдской церкви демонстрируют по отношению к католикам, традиционно для протестантов осуждая католическое поклонение иконам и статуям, молитву по чёткам, посты и культ Папы. Эта нетерпимость принимает агрессивные формы, например, когда ирландская община Спрингфилда отмечает день Святого Патрика — в этот день обычно происходят драки между католиками-ирландцами и спрингфилдскими протестантами.
Степень неприязни к католикам столь высока, что Нед Фландерс даже собирается заново окрестить свою руку, которой поздоровался с католическим священником (эпизод «The Father, The Son, and The Holy Guest Star»).
Так же авторы сериала затрагивают распространённое мнение о связи между моралью и религией, к примеру, когда на вопрос от Барта «зачем мне ходить в церковь?» Мардж отвечает, что «нужно учиться морали и любви к ближнему», и в следующей сцене преподобный Лавджой зачитывает с амвона проповедь о том, как «огненными мечами арамейцы пронзили глаза сотоварищам, устроили пиршество и поддавались слабостям плоти» (эпизод «Bart's Girlfriend»).

### Эволюционизм и креационизм
Критика эволюционизма нашла своё отражение во многих эпизодах сериала. Спрингфилдские христиане во главе с Тимоти Лавджоем являются сторонниками креационизма и осуждают «дарвинистов». Нед Фландерс, увидев в музее естественной истории экспозицию, посвящённую происхождению человека, приходит в ужас и начинает «крестовый поход» против эволюции. Вместе с Лавджоем они даже шантажируют Сеймура Скиннера, требуя ввести в школе преподавание библейской истории творения, из-за чего Лиза Симпсон инициирует судебный процесс, требуя прекратить преподавание в школе ненаучной концепции. В ходе процесса обнаруживается невежественность и внушаемость большинства граждан Спрингфилда, которых свидетель со стороны креационистов с невероятной лёгкостью смог убедить, представившись учёным с докторской степенью по «правдологии» и использовав популярный аргумент о «недостающем звене» (эпизод «The Monkey Suit»).

## Эпизоды
Ниже перечислены эпизоды, в которых значительная роль отведена теме религии.
- «Homer vs. Lisa and the 8th Commandment» (2-й сезон, 1991)
- «Like Father, Like Clown» (3-й сезон, 1991)
- «Homer the Heretic» (4-й сезон, 1992)
- «Bart Sells His Soul» (7-й сезон, 1995)
- «Lisa the Skeptic» (9-й сезон, 1997)
- «The Joy of Sect» (9-й сезон, 1998)
- «Simpsons Bible Stories» (10-й сезон, 1999)
- «Faith Off» (11-й сезон, 2000)
- «I'm Goin' to Praiseland» (12-й сезон, 2001)
- «She of Little Faith» (13-й сезон, 2001)
- «Pray Anything» 14-й сезон, 2003)
- «Today I am A Klown» (15-й сезон, 2003)
- «Homer and Ned's Hail Mary Pass» (16-й сезон, 2005)
- «Thank God It's Doomsday» (16-й сезон, 2005)
- «The Father, The Son, and The Holy Guest Star» (16-й сезон, 2005)
- «Simpsons Christmas Stories» (17-й сезон, 2005)
- «The Monkey Suit» (17-й сезон, 2006)
- «Mypods and Boomsticks» (20-й сезон, 2008)
- «Gone Maggie Gone» (20-й сезон, 2009)
- «Rednecks and Broomsticks» (21-й сезон, 2009)

## Критика сериала
«Симпсоны» не раз оказывались в центре дискуссии, в том числе и по поводу вопросов морали и религии. Известен случай, когда показ сериала в России на телеканале «2х2» был приостановлен в связи с иском представителей протестантских церквей. Однако позицию ведущих церквей в отношении «Симпсонов» нельзя назвать в целом отрицательной. Представители как Московского патриархата, так и Ватикана одобрительно оценивали сериал. Среди скандалов, иногда возникающих после показа той или иной серии «Симпсонов», пока что ни один не был вызван неадекватностью изображения религии и церкви в сериале.